# Ivo Daneu
Ivo Daneu (nacido el 6 de octubre de 1937 en Maribor, Eslovenia) es un exjugador y exentrenador de baloncesto que en su etapa como baloncestista llegó a proclamarse campeón del mundo con la selección de Yugoslavia en 1970.
Daneu inició su carrera deportiva en las filas del Maribor Branik, equipo en el que militó desde 1949 a 1956. Posteriormente fichó por el KK Union Olimpija en el que jugó el resto de su carrera, desde 1956 a 1979, proclamándose campeón de la liga yugoslava en las ediciones de 1957, 1959, 1961, 1966 y 1970.
Disputó un total de 209 partidos con la selección de baloncesto de Yugoslavia, llegando a proclamarse campeón del mundo en el Mundobasket de 1970 y subcampeón en las ediciones de 1963 y 1967 (del que fue elegido MVP del torneo). Además consiguió hacerse con la medalla de plata en las Olimpiadas de 1968. También consiguió un total de 4 medallas de plata en los distintos Eurobasket en que participó: 3 de plata en las ediciones de 1961, 1965 y 1969, y una de bronce en la de 1963.
En 1967 fue elegido deportista del año en Yugoslavia.
Una vez finalizada su carrera como jugador tuvo una breve experiencia como entrenador dirigiendo al KK Union Olimpija en la temporada 1970-71 y al Rudar Trbovlje en 1976.
Daneu fue elegido miembro del FIBA Hall of Fame en el 2007.